# Al Shamal (municipi)
Al Shamal (àrab: الشمال, ax-Xamāl) és un dels vuit municipis o baladiyyes que formen l'Estat de Qatar. La seva capital i ciutat més poblada és Madinat ash Shamal, literalment ‘Ciutat del Nord'.
Té una àrea de 902 km² i una població de 7.975 habitants (2010), amb una densitat de 8.8/km². La seva capital és la ciutat de Madinat ash-Shamal coneguda també com a Ar Ru'ays, considerada com una de les principals ciutats de Qatar. Tot i que la població és de poc més de 5.000 habitants, Ash Shamal va ser la seu proposada de l'Estadi Al-Shamal amb capacitat per a 45.330 persones, un dels 12 llocs que s'havien postulat per hostatjar partits de la Copa Mundial de Futbol de 2022.
Madinat ash Shamal inclou Ras Rakan, el punt més septentrional de la península de Qatar. Limita al sud amb Al Khor.